# Blanco orejinegro (raza bovina)
Blanco Orejinegro o BON (BON por su acrónimo) es una raza de ganado vacuno colombiana, de triple propósito. Esta raza se originó en la zona entre Santafé de Antioquia y Popayán a lo largo del río Cauca. Presente también en el departamento del Huila, Viejo Caldas y Antioquia y también en el Piedemonte llanero. 
Localizada entre altitudes que van de los 800 a 1.800 m s. n. m. entre 18 y 24 °C. El origen de esta raza parte del sur de España, posiblemente ligado a las razas grises de las estepas de Europa occidental. Este animal tiene como características la epidermis y mucosas pigmentadas, pelaje blanco o blanco y negro entremezclados. Se considera como una raza de triple fin (leche, carne y trabajo).

## Historia de la raza
La raza blanco orejinegro es autóctona de Colombia, se originó a partir de los bovinos traídos desde la península ibérica en la época colonial. Es un ganado Bos taurus completamente adaptado al trópico, a través de 500 años de selección natural. Su zona original de distribución eran las zonas de montaña andina de Colombia, siendo características de las zonas donde cultiva café. Forma parte de las diferentes razas de ganado criollo de Colombia. Es una raza que tradicionalmente ha sido utilizado como triple propósito (carne, leche, trabajo), en la actualidad los diferentes criadores realizan trabajos de selección para hacer animales más funcionales y especializados. Su nombre se debe a la principal variedad de color de este ganado que es blanca con orejas, piel, mucosas y zonas distales negras; hay que añadir que hay más variedades de capas como se comentará abajo.
Debido a las diferencias que tiene este ganado respecto a otras razas criollas colombianas (y americanas) han aparecido diferentes teorías sobre su origen. La teoría más aceptada es la de origen ibérico, debido a los lazos históricos con la península y la falta de evidencia histórica y científica que avale otros orígenes. Algunas de estas teorías son:
Origen ibérico: La raza se originaría a partir del ganado traído a América por los conquistadores ibéricos, específicamente en Colombia los ganados que entraron desde la costa Caribe por el norte y desde Ecuador por el sur. El ganado procedía originalmente de la península y de las islas canarias, era llevada hasta la isla de la Española (actual República Dominicana) desde donde se distribuía al continente. Según esta teoría el ganado BON estaría relacionado con las razas Berrenda en negro, Morucha, etc. Así mismo, por ser descendiente de ganados ibéricos estaría en relación con el Bos primigenius taurus. Es la teoría más aceptada actualmente.
Origen de ganados británicos: por su similitud con el ganado  White Park se ha teorizado alguna relación con el mismo.
Origen sueco: el ganado sueco Fjellrässe presenta la capa blanca con orejas negras tal como el ganado BON, sin embargo todos sus ejemplares son topos. No hay constancia que haya llegado a América este ganado en tiempos de la colonia.

## Características
Es una raza de tamaño mediano, su utilidad histórica ha sido como triple propósito (trabajo, leche, carne) (1). Es un ganado muy bien adaptado al trópico, pudiéndose encontrar en diversos ambientes y pisos térmicos (originalmente era usado en zonas de montaña y ladera de temperaturas medias). Pueden ser astados o romos, siendo sus cuernos en forma de lira. Las características principal (y que da nombre a la raza) es su coloración distintiva, siendo blanco con orejas, piel y mucosas negras. Hay que añadir que esta es sólo una de las coloraciones de estos animales, pudiéndose encontrar otras coloraciones como la sarda (o azul), 2 pelos (blancos y negros igualmente repartidos) y la blanca "orejimona" (es una coloración debida a un gen recesivo, causa que las zonas que deberían ser negras son de un color rojo o café claro).
Tiene un tamaño medio y sacro alto, esto junto a un bajo peso al nacer le confiere una gran facilidad de parto. Se ha realizado estudios que demuestran una resistencia natural al Dermatobia hominis (comúnmente conocido en Colombia como nuche).
En relación con su producción láctea, los animales blanco orejinegro pueden tener un potencial en esta área. Según un estudio donde comparaba las razas colombianas BON,  Sanmartinera y Hartón del Valle, se encontró que los animales BON tenía una mayor cantidad de sólidos en la lecha comparada con las otras razas, aunque la producción láctea no era la más alta.

### Características
En la raza BON hay ejemplares que tienden a producir más carne que leche y viceversa, aunque sus parámetros productivos, son menores que los alcanzados por las razas foráneas especializadas . Esta raza es considerada de doble propósito y posee alto poder biológico para el cruzamiento tanto con razas lecheras como de carne .
La unión de la raza criolla, con excelentes parámetros reproductivos y excelente adaptación a las condiciones del trópico, y la raza especializada, con excelentes parámetros productivos, en un solo tipo de animal, constituye un hecho de gran trascendencia para la obtención de un animal más adecuado a los diferentes sistemas de producción de carne y leche en el trópico. En la formación de este tipo de animales intervienen por un lado las razas europeas y asiáticas, de naturaleza precoz, capacidad metabólica, buena producción y conformación general muy estética y por otro lado el ganado criollo aportando vigor, resistencia y adaptabilidad .
En Colombia, los esfuerzos para estudiar las posibilidades de producción de leche en el trópico, se remontan a la década del 40 cuando se inició el ordeño de ganados criollos, como el BON y costeño con Cuernos; además de los cruces realizados entre BON con Holstein (16); en este último estudio se encontró que cruces de Holstein (H) por BON, en la región montañosa del Nordeste Antioqueño, la producción por lactancia y duración de la misma fueron mayores en las híbridas ¾ H x ¼ BON, aunque la edad al primer parto y el intervalo entre partos fueron menores en los híbridos F1 entre ½ H x ½ BON, lo que significó una eficiencia productiva equivalente cuando se considera en forma conjunta la reproducción relacionada con la producción de leche por lactancia. Diferentes ensayos, realizados en la Universidad de Antioquia, tratando de lograr el cruce más indicado para la producción láctea en el clima medio, encontraron en el mestizaje de BON x Holstein, en diferentes proporciones de cada raza, los animales que mejor se han comportado .
Las características de producción de leche del ganado BON y sus cruces con ganado holstein, también han sido estudiadas. El cruce ¼ holstein x ¾ BON mostró casi una triple producción de leche, comparada con las hembras BON puras .
Las ganancias en la tasa de crecimiento al destete del ganado BON son particularmente sorprendentes y el relativo incremento en peso es más significativo en hembras que en machos (40). Recientemente se analizaron características de crecimiento predestete y postdestete de la progenie de la vacada Blanco Orejinegro, en el centro de investigaciones el Nus, durante 50 años, encontrándose que el promedio corregido para el peso al nacimiento fue de 31.35Kg, el peso a los 240 días fue de 206.58 kg y el peso a los 540 días fue de 296.62 kg (2). Botero, en 1979, recopiló una serie de trabajos realizados con el hato BON, perteneciente al ICA, de donde se concluyó que los híbridos BON x Charolais y BON x Cebú muestran un mayor peso y desarrollo al momento del sacrificio y las pérdidas de peso por ayuno son menores en el cruce BON x Cebú; además, se demuestra que el rendimiento y la constitución de la canal, es mayor en los trihíbridos Chraloais x Cebú x BON, cuando son sacrificados a los 33 meses. Estos datos concuerdan con lo encontrado en 1991, en el concurso de exhibición de canales bovinas y demostraciones de cortes cárnicos, en donde el animal más productivo para el ganadero fue el mestizo BON x Cebú, ya que la edad al sacrificio fue menor y el peso proporcionalmente superior; así mismo este fue el animal que mostró mayor en carne aprovechable (70.06%), condición que favorece al expendedor.

## Distribución
Originalmente la raza tenía una distribución en zona de montaña media andina, en altitudes que rondaban los 800 a 2000msnm. Se ha ligado la distribución del ganado BON con las prácticas de cultivo del café en Colombia. Originalmente los departamentos donde su distribución era común eran: Antioquia, Caldas, Cauca, Cundinamarca, Huila, Tolima, Quindío y Risaralda. En tiempos modernos la raza ha presentado una distribución más amplia al verse los importantes atributos de la misma, hay criadores en todo la geografía colombiana, incluyendo la costa Caribe y los llanos orientales. Su distribución fuera de Colombia es muy reducida, siendo el material genético que se ha llevado al exterior a través de semen, siendo el país más importante a nombrar Venezuela (dónde también hay animales y genética de otras razas colombianas como el romosinuano y el hartón del valle.
Número total de animales en toda Colombia es reducido si se compara con la cantidad que había a inicios del siglo XX. Se calcula que a inicio de siglo XX había unos 4 millones de bovinos de esta raza. En la actualidad su número de algunos miles, sin un cálculo exacto oficial.